# Bukowski (samochód pancerny)
Samochód pancerny Bukowski – polski improwizowany samochód pancerny zbudowany w Warsztatach Naprawy Samochodów we Lwowie podczas wojny polsko-bolszewickiej. Nazwany na cześć szefa wojsk samochodowych DOG Lwów majora Włodzimierza Ossoria-Bukowskiego.

## Historia
Latem 1920 w Warsztatach Naprawy Samochodów we Lwowie postanowiono zacząć produkcje improwizowanych samochodów pancernych. Organizatorem tych prac był między innymi Władysław Floriański. Dowódca wojsk samochodowych DOG Lwów Włodzimierz Bukowski dostarczył podwozie samochodu ciężarowego Packard model 36. Był on też projektodawcą schematu opancerzenia. Samochód pancerny był opancerzony przez Juliana Leśkówa i Józefa Kuzilka. W lipcu 1920 zakończono budowę tego pojazdu i nazwano go "Bukowski". 19 sierpnia 1920 wszedł w skład oddziału szturmowego dowodzonego przez porucznika Stanisława Kruszyńskiego. Samochód został użyty w trakcie obrony Lwowa przed 1 Konną Armią Budionnego. Brał udział także w walkach o Busk (19 sierpnia), walczył pod Zadwórzem (20 i 21 sierpnia) i w bitwie o Pikułowice i Barszczowiec (23 sierpnia), podczas której został uszkodzony i wycofany do Lwowa. Po wojnie w 1921 znajdował się w 6 Dywizjonie Samochodowym. Dalsze losy nieznane.